# 舒燕
舒燕，前香港亚洲电视经理人合约女艺员，原是成都市歌舞团的舞蹈演员，2000年10月，参加亚洲电视与深圳电视台合办“中华演艺人才大赛”总决赛，凭自信和得体的仪态获得亚军，被冠以“2000年亚洲小姐”的头衔而成为“千禧亚姐”，算是亚洲小姐选举的最后延续。
而她除了拍摄剧集外亦参与很多节目主持工作，近年更担任不少晚会节目的司仪。2007年正式离开香港亚洲电视。

## 演出剧集
2002年：《伴我同行》饰  巧兒
2003年：《暴风型警》
2003年：《萬家燈火》饰 邓一婷
2004年：《侠胆医神》饰 小兰
2004年：《妈妈我真的爱你》饰 何以娇
2004年：《爸爸两边走》饰 石琪
2005年：《爸爸向前走》饰 石琪
2005年：《危险人物·天水围伦常惨案》饰 张雪
2006年：《香港奇案实录·老千计死人财》饰 高洁